# アナキスト高校生連合
アナキスト高校生連合（アナキストこうこうせいれんごう）は、1969年結成のアナキストの高校生組織。略称、アナ高連。
それまでの大阪のアナキスト高校生戦線や黒色高校生連盟と、大阪の他の高校生アナキスト・グループ、東京の高校生アナキストらが結集して、1969年に大阪で結成された高校生アナキストの全国組織。
運動の主流は、組織的なアナキズム運動を展開していた大阪・関西にあり、浪人の運動体の大阪浪共闘のアナキスト系のエスエル左派の"弟"的組織であり、エスエル左派を通してアナキスト革命連合とも結びついていた。東京地区のアナ高連は早大のアナキストと関係していた。
大阪府立清水谷高等学校では、同校のアナ高連が同校の高校赤軍派と共に全校バリケード封鎖を行う。当時はまだ学生運動に対する世間の支持もあり、また学生運動の"英雄時代"の最後でもあったことから、封鎖したアナ高連や高校赤軍には、同校の一般生徒から応援とファンレターもどきの、たくさんの応援の声が届いていたことは有名。また、灘高等学校にもアナ高連の支部が1972年頃まで存在し、72年の灘高闘争にも参加した。